# ストーマ

喉頭摘出術とともに誤嚥防止のために食道と器官を切り離す喉頭気管分離術にて永久気管孔が造設される。

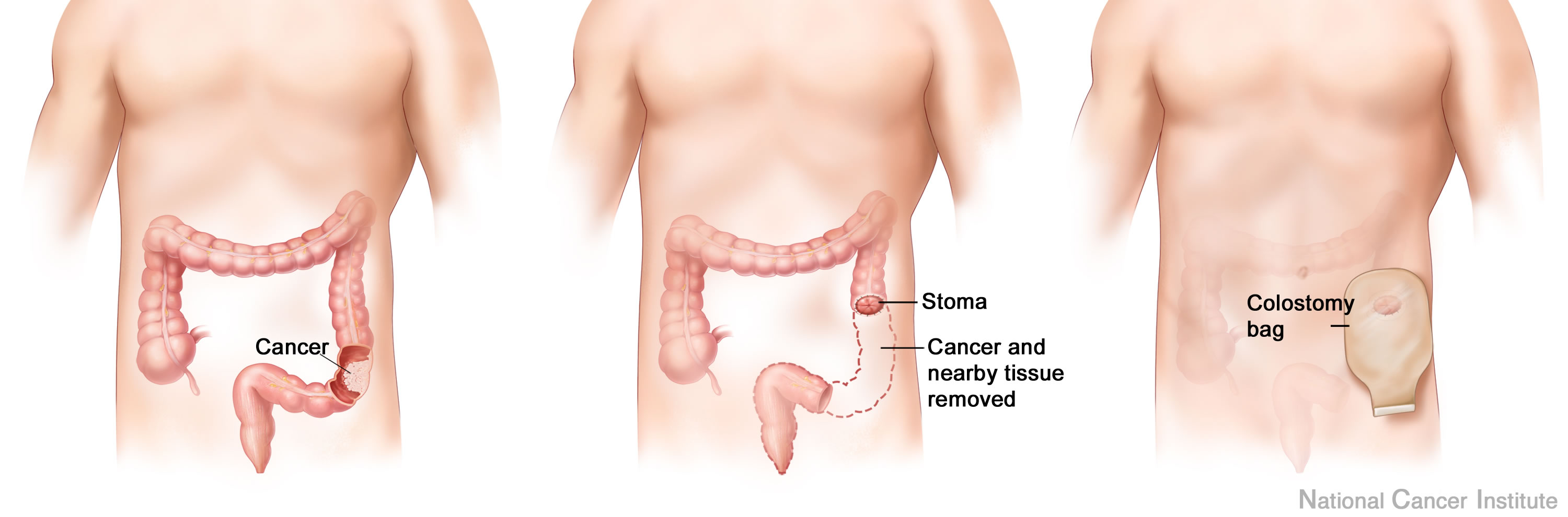
人工肛門造設術で大腸に造設されたストーマ

ストーマ（pl.: stomata /ˈ stoʊmətə/ または stomas）とは、医学的には管腔臓器から体表へ、手術で作成された開口部分である。これには食道、胃、十二指腸、回腸、結腸、胸腔、尿管、膀胱、腎盂などが含まれる。このようなストーマは、永久的な場合も一時的な場合もある。
一般的には、消化管や尿路の疾患などにより、腹部に便又は尿を排泄するために造設された排泄口のことである。ストーマを持つ人をオストメイトと呼ぶ。
大きく分けて消化管ストーマと尿路ストーマがある。消化管ストーマは人工肛門、尿路ストーマは人工膀胱とも呼ばれる。
ストーマ(στόμα)はギリシャ語で口を意味する。
人工ストーマの作成を伴う外科的処置には、接尾辞「-ostomy」で終わる名前があり、作成されたストーマを指すために同じ名前がよく使われる。例えば、「人工肛門造設術(Colostomy)という言葉は、人工肛門またはそれを作成する手順のいずれかを指すことがよくある。したがって、ストーマがオストミー(ostomy)と呼ばれることは珍しくない。これは、創傷、オストミー、および排泄ケアの標準となっている。

## 永久気管孔
喉頭癌や下咽頭癌などで喉頭摘出術を行った人は、喉摘者、喉頭摘出者と呼ばれる。喉摘者になると、嚥下に問題が出ることから食道と気道を完全に分けるため、喉と気管を繋ぐストーマである永久気管孔が造設される。
永久気管孔にすると、声帯を通した発声が不可能となることから、電気式人工咽頭、気管に挿入したシャントチューブを使ったシャント発声、げっぷを出す要領での食道発声が学習される。
また、繊毛運動が弱くなり、加湿されない埃が多い空気が気管に入ることから痰が絡まるようになる。そのため、痰を喀出、吸引したり、永久気管孔をエプロンガーゼなどで常に保護する対策が取られる。また、鼻の呼吸がなくなることから匂いに鈍感となる。排便の際にいきむことも難しくなるため、便秘となりやすいなどの日常生活に変化がある。
これらの福祉支援として、身体障碍者3級の申請が行え、電気式人工咽頭購入費補助、吸引機購入補助などの支援が行われる。

## 消化管ストーマ
消化管ストーマには結腸から排泄するために作られたコロストミーと、回腸から排泄するために作られたイレオストミーがある。
- コロストミーは一般的には腹部の左側に作られ、軟便または有形便が排泄される。
- イレオストミーは一般的には腹部の右側に作られ、多くは水様便が排泄される。

## 尿路ストーマ
手術で膀胱を切除したときに尿を排泄するために作られたストーマをウロストミーという。ウロストミーには回腸導管や尿管皮膚瘻などがある。
- 回腸導管は回腸を15 - 20センチメートル切り取り口側を閉鎖、両側尿管をそれぞれ吻合、反対側（肛門側）をストーマとして腹部に開口して尿を排泄する。
- 尿管皮膚瘻は尿管を直接、腹部などの皮膚に開口して尿を排泄する。

その他、腎于瘻、膀胱瘻などもある。それぞれ腎臓や膀胱にカテーテルを挿入して尿を排泄する。